# Lutzomyia cerradincola
Lutzomyia cerradincola är en tvåvingeart som beskrevs av Galati E. A. B., Nunes V. L. B., Oshiro E. T., Dorval M. E. C. 1995. Lutzomyia cerradincola ingår i släktet Lutzomyia och familjen fjärilsmyggor. Inga underarter finns listade i Catalogue of Life.